# Dirty Diamonds
Dirty Diamonds är Alice Coopers 24:e album. Det utkom den 4 juli 2005 i Europa och den 2 augusti 2005 i USA. Albumet är inspelat på live i studion för att skapa en medvetet gammaldags känsla.

## Låtlista
1. Woman of Mass Distraction (4:00)
2. Perfect (3:30)
3. You Make Me Wanna (3:31)
4. Dirty Diamonds (4:03)
5. The Saga of Jesse Jane (4:16)
6. Sunset Babies (All Got Rabies) (3:28)
7. Pretty Ballerina (3:02)
8. Run Down the Devil (3:29)
9. Steal That Car (3:17)
10. Six Hours (3:25)
11. Your Own Worst Enemy (2:15)
12. Zombie Dance (4:23)
13. Stand (Bonuslåt med Xzibit) (4:05)
14. The Sharpest Pain (Bonuslåt, bara i den australiska och japanska utgåvan) (3:59)

## Medverkande musiker
- Alice Cooper (sång, munspel)
- Ryan Roxie (gitarr)
- Damon Johnson (gitarr, bas på "Perfect")
- Chuck Garric (bas, gitarr på "Dirty Diamonds")
- Tommy Cufetos (trummor)
- Xzibit (rappar på "Stand")